# Prickmyrtörnskata
Prickmyrtörnskata (Thamnophilus aethiops) är en fågel i familjen myrfåglar inom ordningen tättingar.

## Utseende och läte
Hane prickmyrtörnskata är en mörkgrå eller svart fågel. De små vita fläckarna på skuldran och det vita bandet vid vingknogen syns inte alltid i fält. Honan är helbrun, i väster även med svart på ansikte, strupe och stjärt. Sången består av en mjuk serie med jämnt framförda nasala toner.

## Utbredning och systematik
Prickmyrtörnskata delas in i tio underarter med följande utbredning:
- Thamnophilus aethiops wetmorei – låglänta områden i sydöstra Colombia (västra Meta till östra Cauca och västra Putumayo)
- Thamnophilus aethiops aethiops – låglänta områden i östra Ecuador och nordöstra Peru
- Thamnophilus aethiops polionotus – södra och östra Venezuela och nordvästra Brasilien
- Thamnophilus aethiops kapouni – östra och sydöstra Peru, norra Bolivia och västra Brasilien (Solimões)
- Thamnophilus aethiops juruanus – västra Brasilien (söder om Solimões från Rio Juruá till Rio Purus)
- Thamnophilus aethiops injunctus – Brasilien söder om Amazonfloden (Rio Madeira till Rio Purus)
- Thamnophilus aethiops punctuliger – centrala Brasilien norr om Amazonfloden
- Thamnophilus aethiops atriceps – Brasilien söder om Amazonfloden (Tapajós till Rio Xingu)
- Thamnophilus aethiops incertus – nordöstra Brasilien (Rio Tocantins till Maranhão)
- Thamnophilus aethiops distans – kustnära nordöstra Brasilien (Pernambuco och Alagoas)

## Levnadssätt
Prickmyrtörnskatan är en skygg fågel som hittas i undervegetation i regnskog, i låglänta områden och förberg. Den påträffas oftast på lätet. 

## Status och hot
Arten har ett stort utbredningsområde, men tros minska i antal, dock inte tillräckligt kraftigt för att den ska betraktas som hotad. Internationella naturvårdsunionen IUCN listar arten som livskraftig (LC).

## Bilder

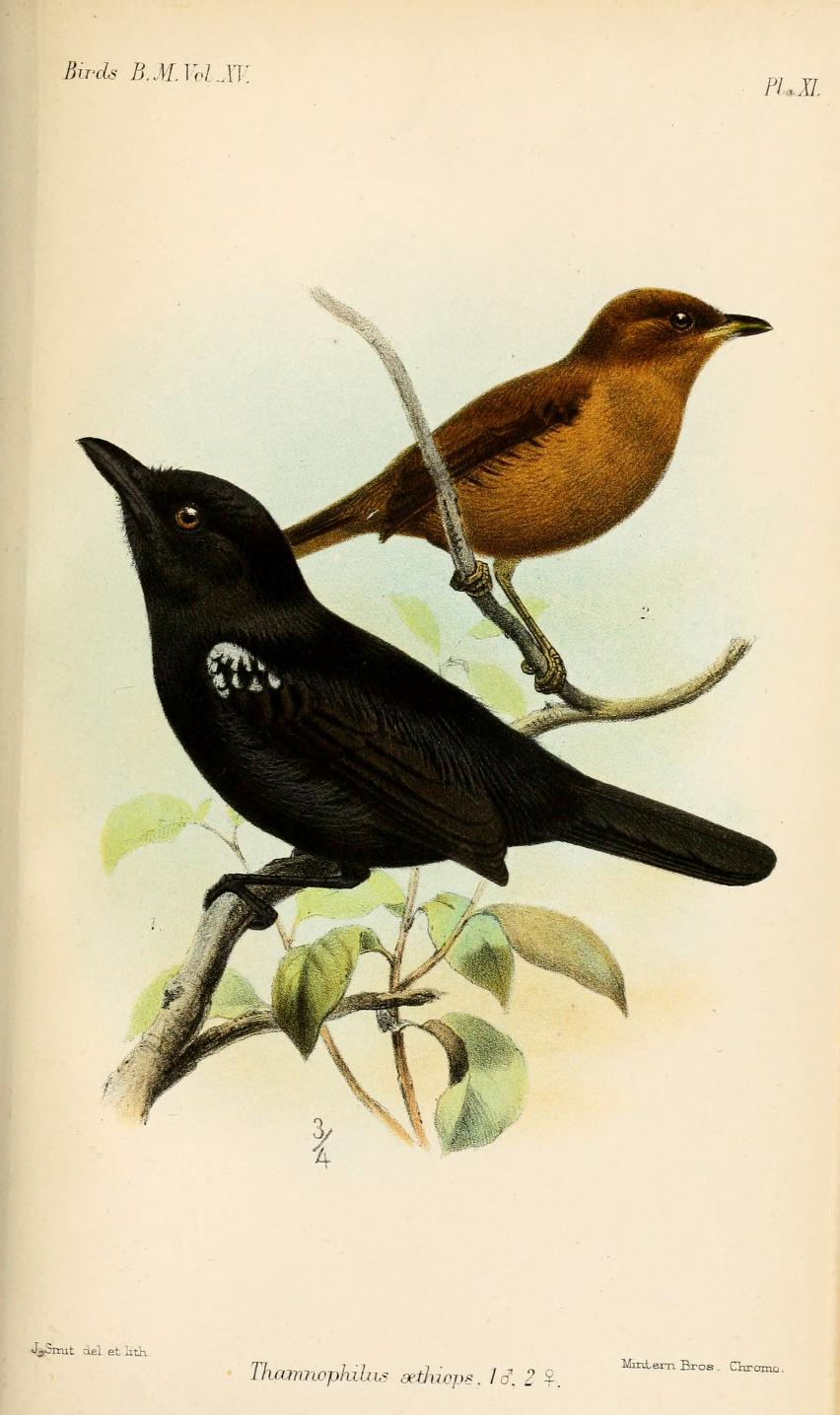
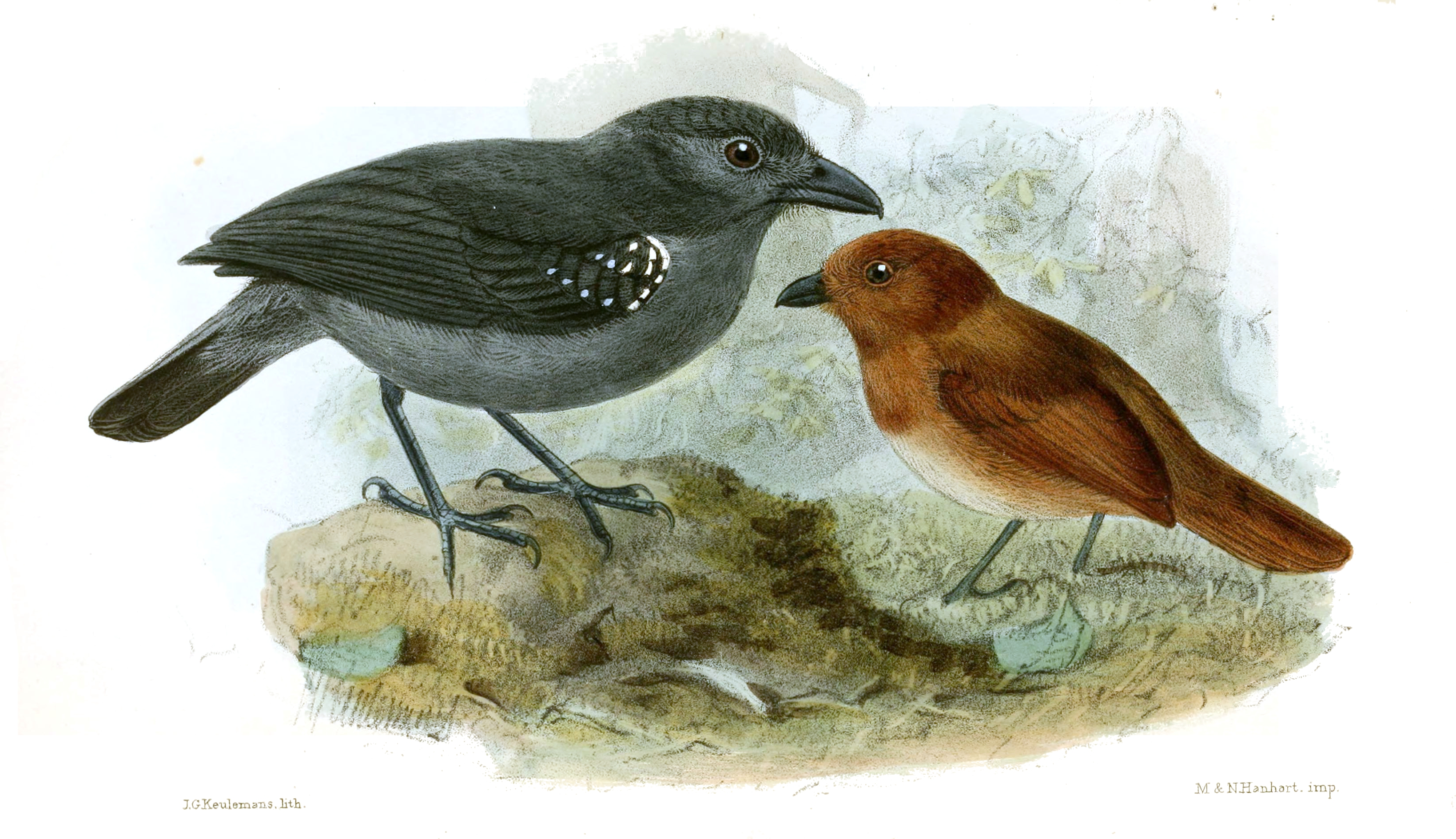